# Parachlorota rogezi
Parachlorota rogezi är en skalbaggsart som beskrevs av Soula 2002. Parachlorota rogezi ingår i släktet Parachlorota och familjen Rutelidae. Inga underarter finns listade i Catalogue of Life.